# Libro de la invención liberal y arte del juego del axedrez

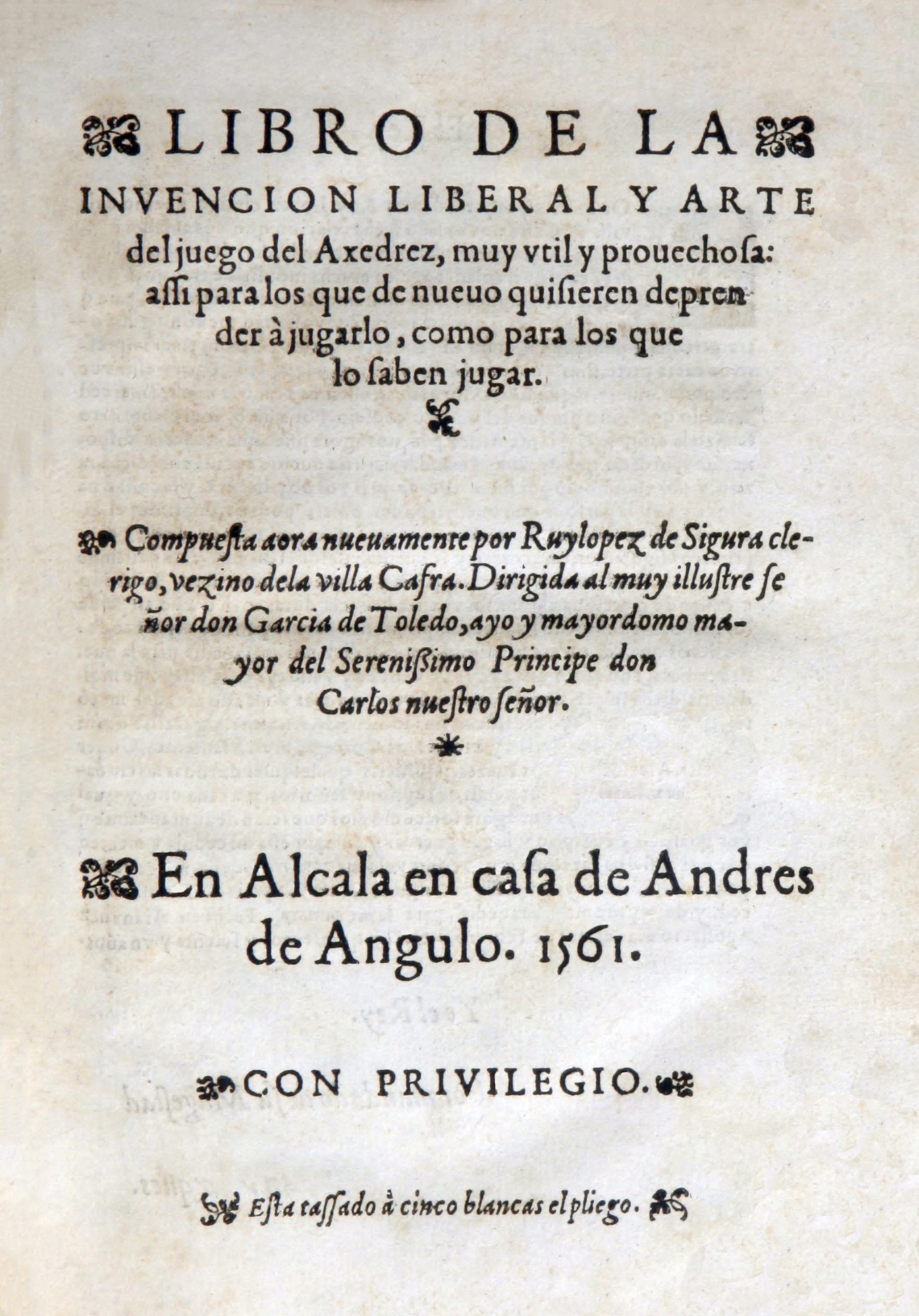
Portada del libro

El  Libro de la invención liberal y arte del juego del axedrez  (traducido: Libro de la invención liberal y el arte del juego del ajedrez) es uno de los primeros libros publicados sobre ajedrez modernos a Europa, después del libro de 1512 de Pedro Damiano. Fue escrito por el cura castellano Ruy López de Segura el 1561 y publicado en Alcalá de Henares.

## Detalles
En 1560 Ruy López visitó Roma y pudo leer el libro de Damiano. Como no le gustó, decidió escribir uno mejor. El libro de Ruy López contiene consejos de ajedrez en general, las reglas del juego, y una discusión sobre el origen del juego. También recomienda algunas aperturas, y critica las partidas y análisis de Damiano. El libro fue traducido al italiano en 1584 y al francés en el siglo XVII.
El libro consta de cuatro partes. La primera parte habla sobre el ajedrez en general, discute la historia, y muestra las reglas que se usaban en la época de la Corona de Castilla: el ahogado implicaba la victoria para el jugador no ahogado , y un jugador también podría ganar capturando todas las piezas del oponente (excepto el rey). El libro también presenta la regla de los cincuenta movimientos. En la segunda parte, Ruy López introduce la palabra "gambito" y da algunos ejemplos de aperturas que no habían sido publicadas anteriormente: el gambito de rey, algunos variantes del apertura del alfil, y la que hoy en día es conocida como la defensa Steinitz de la Ruy López. Las dos últimas partes del libro son críticas contra las partidas de Damiano. Tras los movimientos1.e4 e5 2.Cf3 , Damiano pensaba que  2 ... Cc6  era la mejor jugada para las negras, mientras que Ruy López la consideraba inferior debido a 3.Ab5 , la jugada constitutiva de la apertura que es actualmente conocida como Ruy López, a pesar de que no fue él quien la inventó.